# Charlie Harris
Pour les articles homonymes, voir Harris.
Charlie Harris, né en novembre 1953, près de Killmallock (en) dans le comté de Limerick, à la frontière avec le comté de Cork, est un musicien traditionnel irlandais, joueur et luthier d'accordéon à boutons.

## Biographie
Charlie Harris nait en 1953 et grandit près de Killmallock. Il découvre la musique irlandaise à l'âge de onze ans, par la pratique du tin whistle.
Vers 20 ans, dans les années 70, à la recherche d'un emploi, il émigre à Londres, où il apprend le mélodéon. Sous les conseils des meilleurs maîtres de l'époque, il progresse rapidement. Il faut citer en particulier l'accordéoniste Raymond Roland, de Galway, et son frère, Oliver, tous deux influencés par le style de Joe Cooley.
Une fois le mélodéon maîtrisé, il se tourne vers l'accordéon à boutons, qu'il domine en un temps record. Il s'installe alors comme réparateur de mélodéons et d'accordéons, activité qu'il exerce encore aujourd'hui.
En 1981, époque où l'économie irlandaise redresse la tête après de sombres années, il s'installe dans le village d'Ardrahan dans le comté de Galway. Il se marie et ouvre un atelier de lutherie d'accordéons à Gregclare.
Un de ses amis musiciens, de l'époque où il vivait en Angleterre, Tom Cussan, lui propose de créer un groupe musical. L'ensemble s'appellera Shaskeen (en), comme le reel éponyme. Le groupe comprendra, outre Charlie Harris, Eamonn Cotter à la flûte et sa sœur Géraldine Cotter, au piano
Shaskeen acquiert vite une renommée internationale, se concentrant surtout sur la musique et le style des régions de Galway et de Clare. 
À cette époque, Charlie Harris se réclame musicalement de Joe Cooley, du village voisin de Petereswell, l'accordéoniste de réputation internationale. Plus tard, c'est Oliver Diviney, d'Oranmore, qui aura sa préférence.
Aujourd'hui, Charlie Harris, père de deux enfants, est toujours luthier à Ardrahan. Il se produit toujours dans des sessions, avec le fiddler de Clare, Pat O'Connor.
En 2009, il est consacré Traditional Musician of the Year par la télévision irlandaise TG4.